# Evangelische St.-Thomas-Kirche von Indien
Die Evangelische St.-Thomas-Kirche von Indien (Englisch: St. Thomas Evangelical Church of India, STECI) ist eine evangelische, episkopale Kirche mit Sitz im Bundesstaat Kerala, Indien. Sie resultiert aus einem Schisma (Kirchenspaltung) innerhalb der Mar-Thoma-Kirche im Jahr 1961.
Die Mitglieder dieser Kirche gehören zu den Thomaschristen, die nach eigener Legende auf eine fast 2000 Jahre alte indische Tradition zurückblicken können. Während sich unter dem Einfluss der Portugiesen bereits in der Mitte des 17. Jahrhunderts eine römisch-katholische Teilkirche vom Stamm der Thomaschristen abgespalten hatte (die heutige mit Rom unierte Syro-malabarische Kirche), kam es um die Mitte des 19. Jahrhunderts – nicht zuletzt unter dem Einfluss der englischen Kolonialmacht – zur Abspaltung der anglikanischen Mar-Thoma-Kirche. Eine Gruppe von Mitgliedern dieser Kirche trennte sich 1961 endgültig von der Mar-Thoma-Kirche und gründete die Evangelische St.-Thomas-Kirche von Indien.
Das Zentrum der Kirche liegt in Tiruvalla, Kerala. Der Vorsitzende der Bischofssynode ist Bischof C. V. Mathew. Die Kirche hat ca. 50.000 Mitglieder, hauptsächlich in Kerala.

## Einzelnachweis
1. ↑  Spaltungen der Thomaschristen.